# Bergues
Bergues (en neerlandés: Sint-Winoksbergen, literalmente 'montes de Saint-Winoc'; en flamenco occidental: Bergen, 'montes') es una comuna francesa, ubicada en el departamento de Norte y la región Norte-Paso de Calais.
Sus habitantes se llaman, en francés, Berguois o Berguennards.
En francés también se usa la denominación Bergues Saint-Winoc.

## Geografía
Bergues se sitúa en la Bootland, región natural del norte de Francia, en la llanura marítima flamenca a unos 10 kilómetros al sur de Dunkerque, a 55 kilómetros al noroeste de Lille y a 10 kilómetros de la frontera con Bélgica. Es una ciudad fortificada y es atravesada por el canal Colme que va de Watten a Furnes.  

### Comunicaciones
Por la Autopista francesa A25: Dunkerque (10 km) y Lille (70 km), Eurotúnel (40 km) por la autopista francesa A16.

## Historia
Parte del Condado de Flandes, en 1482 pasó a los Países Bajos de los Habsburgo. Ocupada por Francia entre 1558-1559, 1579-1583 y 1645-1651.
La villa fue conquistada por Luis XIV en 1658, devuelta a los españoles en 1659 por el tratado de los Pirineos. El Tratado de Aquisgrán oficializó su incorporación a Francia en 1668. Tiene un recinto fortificado, cuyas partes más antiguas datan de los siglos XIII al XV. Una parte de las fortificaciones fueron construidas por Vauban. 

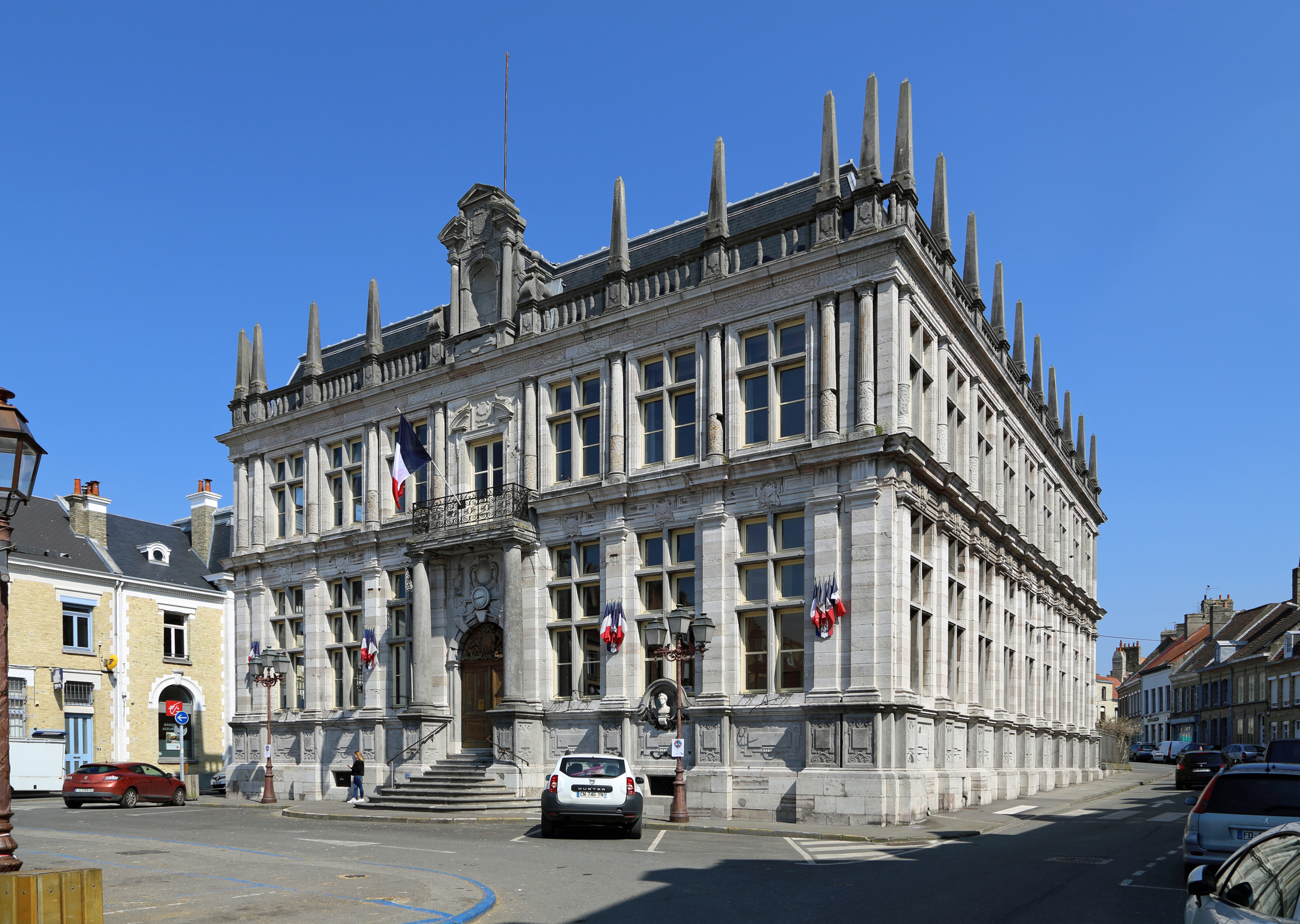
Ayuntamiento

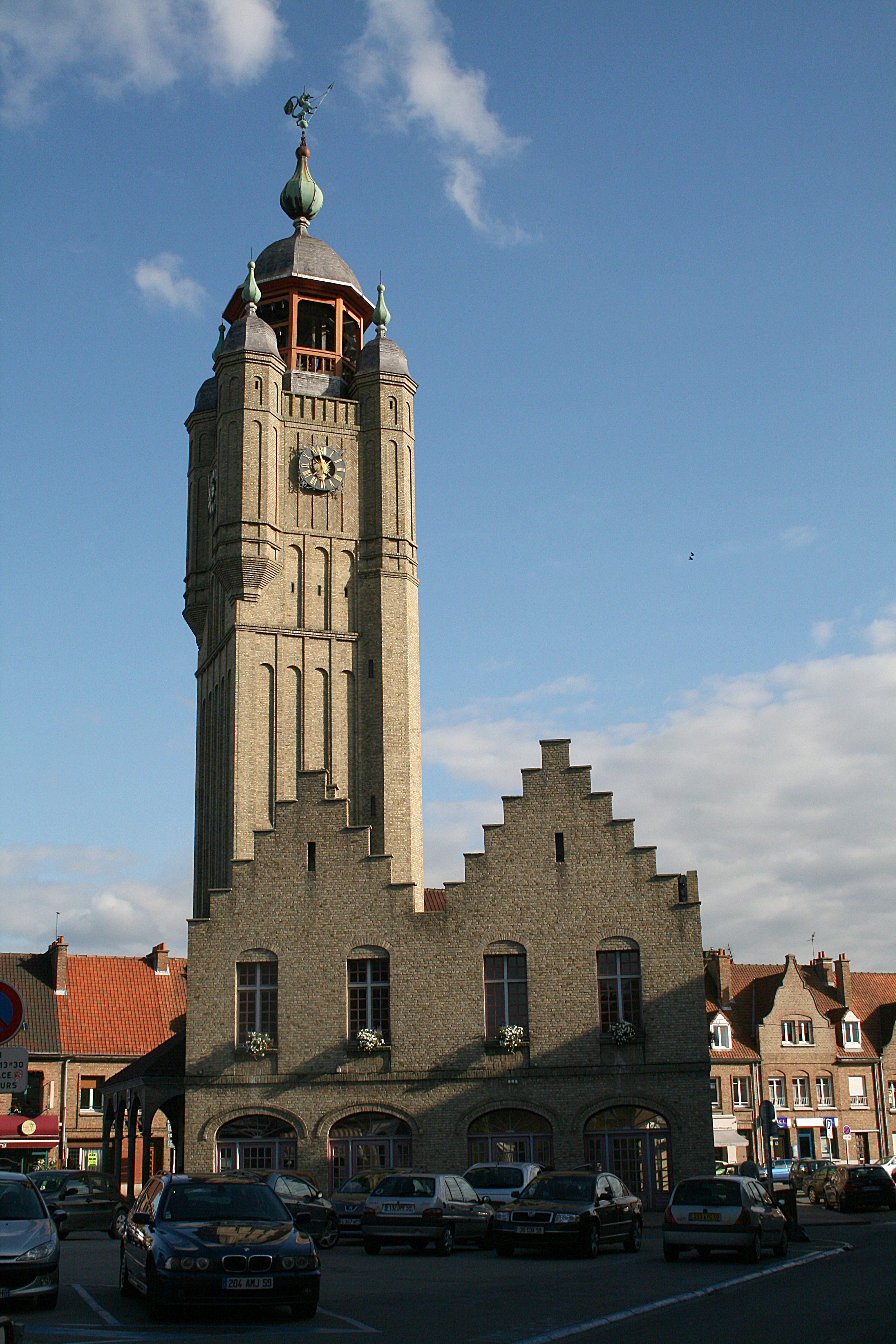
El campanario

El campanario (beffroi), comenzado en el siglo XIV y modificado en el XVI, fue destruido con dinamita el 16 de septiembre de 1944 por las tropas alemanas. Fue reconstruido en 1961. Se ha clasificado como Monumento histórico el 2 de noviembre de 2004 y después ha sido declarado Patrimonio Mundial de la Humanidad por la Unesco el 16 de julio de 2005.

## Artes escénicas
La población se dio a conocer como el lugar donde transcurre la mayor parte de la película de Dany Boon, Bienvenidos al Norte.

## Personas destacadas
- Jean-Jacques Elshoecht, escultor nacido en Bergues en 1797 y fallecido en París en 1856.